# Ministerium Wessenberg

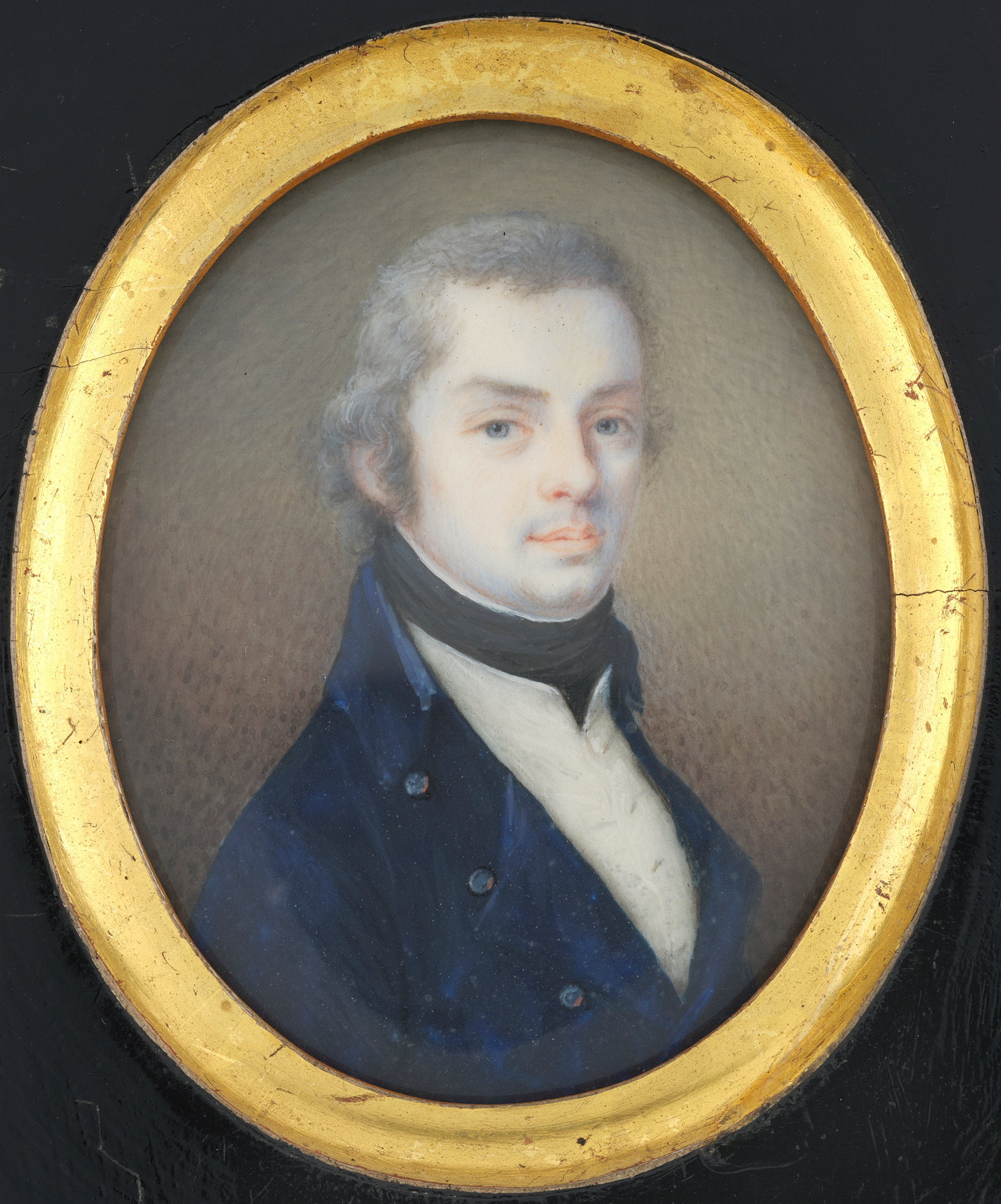
Johann Philipp von Wessenberg, Porträt von Wendelin Moosbrugger

Das Ministerium Wessenberg des Kaisertums Österreich unter dem Vorsitz von Ministerpräsident Johann Philipp Freiherr von Wessenberg-Ampringen amtierte während der Revolution 1848 vom 18. Juli bis 21. November des Jahres 1848.

## Geschichte
Sein Vorgänger war der nur kurz amtierende Ministerpräsident Anton von Doblhoff-Dier. Nach dessen Rücktritt am 18. Juli kam der liberal gesinnte Johann von Wessenberg in das Amt als Ministerpräsident. Als am 6. Oktober 1848 kaiserliche österreichische Truppen von Wien aus gegen das aufständische Ungarn ziehen sollten, kam es zum Wiener Oktoberaufstand. Kriegsminister von Latour, der den Abmarsch der Truppen befohlen hatte, wurde von der aufgebrachten Volksmenge gelyncht. Nachdem den Aufständischen die Eroberung des Kaiserlichen Zeughauses in der Renngasse gelungen war, verließen Kaiser Ferdinand, das kaiserliche Militär und die Regierung Wien. Kaiserliche Truppen unter Fürst Windisch-Graetz brachten die Hauptstadt Wien bis zum 31. Oktober wieder unter ihre Kontrolle. Am 21. November 1848 wurde Felix zu Schwarzenberg zum Ministerpräsidenten ernannt.

## Mitglieder des Ministerrats
- Johann von Wessenberg (1773–1858), Ministerpräsident sowie Minister des Äußeren
- Theodor Baillet de Latour (1780–1848), Kriegsminister bis zu seiner Ermordung am 6. Oktober 1848 in Wien
- Philipp von Krauß (1792–1861), Finanzminister
- Alexander von Bach (1813–1893), Minister für Justiz
- Anton von Doblhoff-Dier (1800–1872), Minister für Unterricht
- Theodor von Hornbostel (1815–1888), Handelsminister
- Ernst von Schwarzer, Minister für öffentliche Arbeiten